# Dzmitryj Rekisz
Dzmitryj Rekisz (biał. Дзмітрый Рэкіш, ros. Дмитрий Рекиш, Dmitrij Riekisz; ur. 14 września 1988 w Bobrujsku) – białoruski piłkarz występujący na pozycji pomocnika, reprezentant Białorusi U-21.

## Kariera klubowa

### Polonia Warszawa
W lutym 2011 roku Rekisz został wypożyczony z Dynama Mińsk na pół roku do Polonii Warszawa, z możliwością pierwokupu zawodnika. Białorusin nie rozegrał jednak żadnego spotkania w Ekstraklasie, odchodząc z klubu po rundzie wiosennej sezonu 2010/2011.

## Statystyki
(stan na 22 stycznia 2013)
| Klub                   | Sezon                  | Liga                   | Ligi krajowe | Ligi krajowe | Puchary krajowe | Puchary krajowe | Puchary kontynentalne | Puchary kontynentalne | Łącznie | Łącznie | Łącznie |
| Klub                   | Sezon                  | Liga                   | Mecze        | Bramki       | Mecze           | Bramki          | Mecze                 | Bramki                | Mecze   | Bramki  |         |
| ---------------------- | ---------------------- | ---------------------- | ------------ | ------------ | --------------- | --------------- | --------------------- | --------------------- | ------- | ------- | ------- |
| Dynama Mińsk           | 2006                   | Wyszejszaja liha       | 1            | 0            | –               | –               | –                     | –                     | 1       | 0       |         |
| Dynama Mińsk           | 2007                   | Wyszejszaja liha       | 12           | 0            | 1               | 0               | 1                     | 0                     | 14      | 0       |         |
| Sawit Mohylew          | 2008                   | Wyszejszaja liha       | 26           | 4            | 1               | 0               | –                     | –                     | 27      | 4       |         |
| Dynama Mińsk           | 2009                   | Wyszejszaja liha       | 13           | 2            | 5               | 2               | –                     | –                     | 18      | 4       |         |
| Dynama Mińsk           | 2010                   | Wyszejszaja liha       | 28           | 4            | 2               | 0               | 6                     | 2                     | 36      | 6       |         |
| Polonia Warszawa       | 2010/2011              | Ekstraklasa            | 0            | 0            | 0               | 0               | –                     | –                     | 0       | 0       |         |
| Tarpeda-BiełAZ Żodzino | 2012                   | Wyszejszaja liha       | 15           | 0            | 0               | 0               | –                     | –                     | 15      | 0       |         |
| Suma                   | Dynama Mińsk           | Dynama Mińsk           | 54           | 6            | 8               | 2               | 7                     | 2                     | 69      | 10      |         |
| Suma                   | Sawit Mohylew          | Sawit Mohylew          | 26           | 4            | 1               | 0               | –                     | –                     | 27      | 4       |         |
| Suma                   | Polonia Warszawa       | Polonia Warszawa       | 0            | 0            | 0               | 0               | –                     | –                     | 0       | 0       |         |
| Suma                   | Tarpeda-BiełAZ Żodzino | Tarpeda-BiełAZ Żodzino | 15           | 0            | 0               | 0               | –                     | –                     | 15      | 0       |         |